# 밀티아디스 구스코스
밀티아디스 구스코스(Μιλτιάδης Γούσκος, 1877 혹은 1874 ~ 1904)는 그리스의 육상 선수이다.
자킨토스에서 태어났으며 영국령 인도 제국에서 식중독으로 사망했다.
그는 아테네에서 열린 1896년 하계 올림픽에 참가했다.
구스코스는 포환던지기에 참가해서 미국의 로버트 개릿과 근소한 차이로 2위에 머물렀다. 구스코스의 최고기록은 11.03m로 1위인 개릿의 11.22m에 약간 못미치는 기록이었다.